# 150'erne f.Kr.
Århundreder: 3. århundrede f.Kr. – 2. århundrede f.Kr. – 1. århundrede f.Kr.
Årtier: 200'erne f.Kr. 190'erne f.Kr. 180'erne f.Kr. 170'erne f.Kr. 160'erne f.Kr. – 150'erne f.Kr. – 140'erne f.Kr. 130'erne f.Kr. 120'erne f.Kr. 110'erne f.Kr. 100'erne f.Kr.
År: 159 f.Kr. 158 f.Kr. 157 f.Kr. 156 f.Kr. 155 f.Kr. 154 f.Kr. 153 f.Kr. 152 f.Kr. 151 f.Kr. 150 f.Kr.